# David Holmes: Der Junge, der überlebt hat
David Holmes: Der Junge, der überlebt hat (Originaltitel David Holmes: The Boy Who Lived) ist ein Dokumentarfilm von Dan Hartley. In dem Film geht es um die Freundschaft zwischen dem Harry-Potter-Darsteller Daniel Radcliffe und seinem Stunt-Double David Holmes, der seit einem Unfall bei den Dreharbeiten zu einem der Harry-Potter-Filme querschnittsgelähmt ist. Die Premiere des Films erfolgte Mitte November 2023 beim DOC NYC. Wenige Tage später wurde der Film in den USA bei HBO veröffentlicht und in Deutschland und Österreich in das Programm von Sky aufgenommen.

## Inhalt

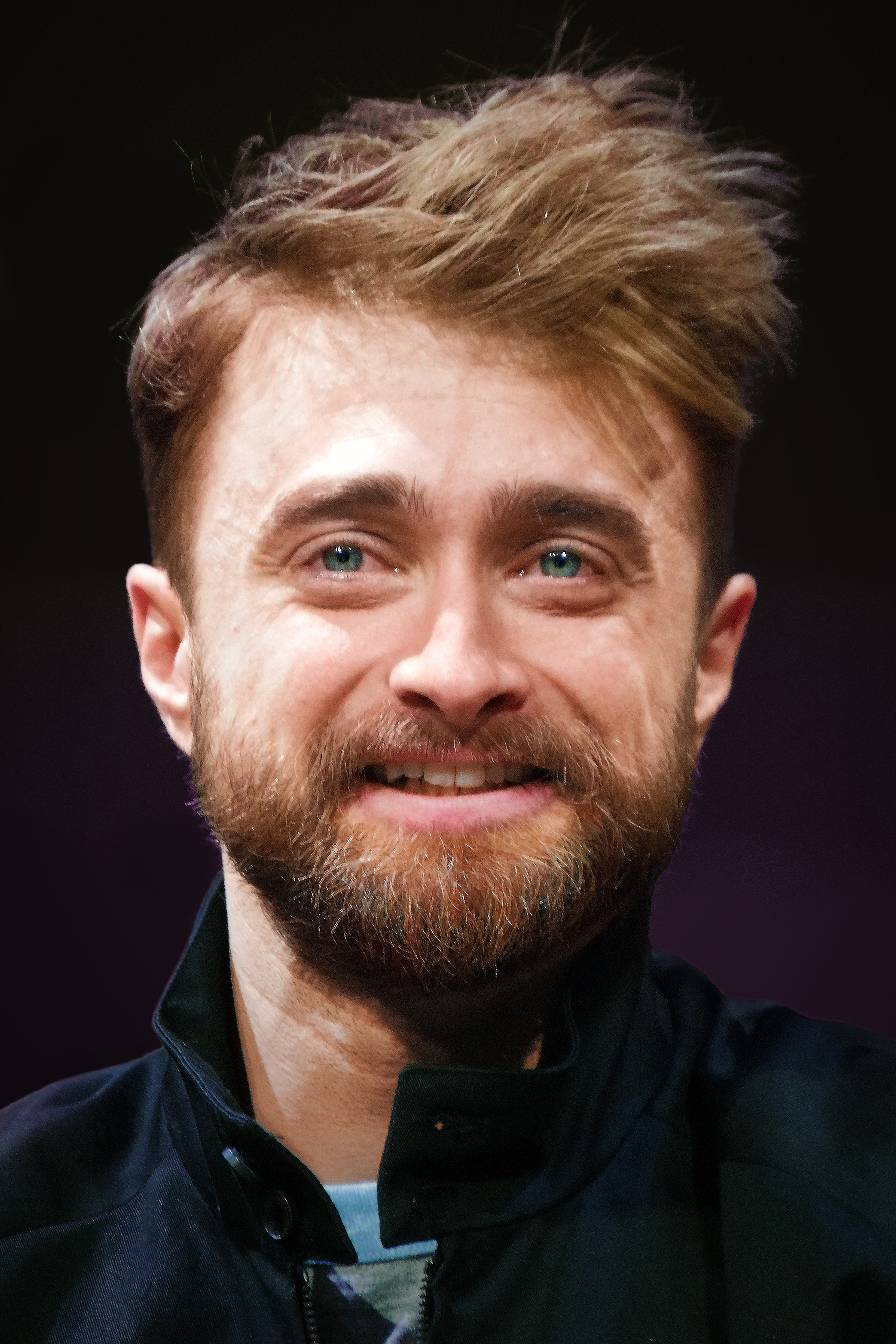
David Holmes war seit seinem 18. Lebensjahr das Stunt-Double von Daniel Radcliffe (Bild)

Als er im Alter von 18 Jahren Stunt-Double für den Harry-Potter-Hauptdarsteller Daniel Radcliffe wurde, ging für den englischen Turner David Holmes ein Traum in Erfüllung. Bei den Dreharbeiten zu Harry Potter und die Heiligtümer des Todes verunglückte Holmes, als er für die Vorbereitung eines Stunts in der Luft hing und sich seine Halterung durch eine geplante Explosion löste. Holmes schlug mit Wucht auf den Boden auf. Er hoffte, weiter als Stuntman arbeiten zu können, doch seine Wirbelsäule wurde zu stark beschädigt. Er ist seitdem auf einen Rollstuhl angewiesen.
In den vielen Jahren gemeinsamer Zusammenarbeit hatte sich zwischen Radcliffe und Holmes eine Freundschaft entwickelt. Der Film zeigt, wie sich Holmes mit dessen Unterstützung und der seiner Familie trotz seiner Querschnittslähmung immer wieder in neue Abenteuer stürzt und versucht, das Leben in vollen Zügen zu genießen. Gemeinsam besuchen Radcliffe und Holmes auch andere Menschen mit Behinderungen.

## Produktion
„Ich habe eine Beziehung zu Dave, die viele, viele Jahre zurückreicht. Und ich würde es hassen, wenn die Leute mich und Dave sehen und denken würden: 'Oh, da ist Daniel Radcliffe mit einer Person im Rollstuhl', denn ich würde nie, nicht einmal für einen Moment, wollen, dass sie annehmen, dass Dave etwas anderes als eine unglaublich wichtige Person in meinem Leben ist.“

Regie führte Dan Hartley. Es handelt sich bei David Holmes: Der Junge, der überlebt hat um seinen zweiten Langfilm nach dem Filmdrama Lad: A Yorkshire Story von 2013.
The Boy Who Lived, der Titel des Films, bezieht sich auf die Überschrift des ersten Kapitels von Harry Potter und der Stein der Weisen, dem  ersten Band der siebenteiligen Harry-Potter-Romanreihe von Joanne K. Rowling.
Neben Radcliffe und Holmes kommen im Film auch dessen Eltern Sue und Andy, sein guter Freund Marc Mailley, sein Pfleger Tommy Wells und der Stunt-Koordinator Greg Powell zu Wort.
Die Filmmusik komponierte Tandis Jenhudson. Das Soundtrack-Album mit insgesamt 26 Musikstücken wurde am 10. Mai 2024 von Medical Records als Download veröffentlicht.
Die Premiere des Films erfolgte am 13. November 2023 beim DOC NYC. Am 15. November 2023 wurde der Film in den USA bei HBO veröffentlicht. Am 18. November 2023 wurde er in Deutschland und Österreich in das Programm von Sky aufgenommen. Am 24. Dezember 2023 wurde er zudem in Deutschland bei WOW veröffentlicht.

## Rezeption

### Kritiken
Von den bei Rotten Tomatoes aufgeführten Kritiken sind 94 Prozent positiv.

### Auszeichnungen
British Academy Television Awards 2024
- Nominierung als Beste Single Documentary (Dan Hartley, Kevin Konak, Simon Chinn, Jonathan Chinn, Vanessa Davies und Amy Stares)